# Fallas
Las Fallas (em castelhano) ou Les Falles (em valenciano) é uma festa típica da cidade de Valência, na Espanha. Durante a festa, que ocorre no dia 19 de março, dia de São José segundo a Igreja Católica, grandes figuras satíricas bonecos de papel machê ou de madeira, chamadas fallas são queimadas nas ruas e pracinhas da cidade.
A UNESCO integrou a festa valenciana das Fallas na lista representatitiva do Património Cultural Imaterial da Humanidade em 2016.

## Introdução

### A festa de uma cidade

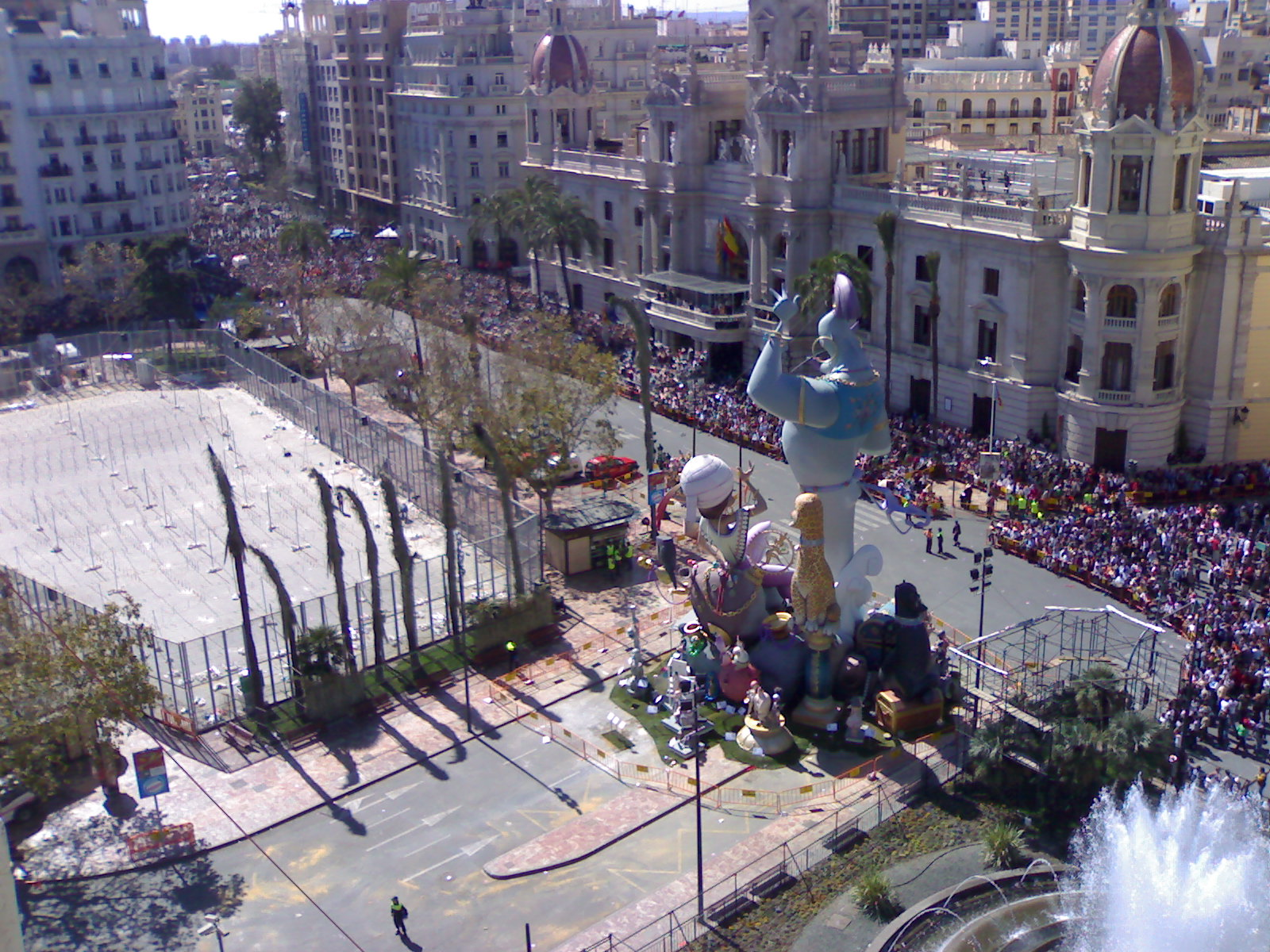
Falla da Praça da Prefeitura, em Valência, em 2008

As Fallas são uma festa com uma arreigada tradição na cidade de Valência e povoações circundantes. Atualmente, esta festividade converteu-se num atrativo turístico muito importante. As suas origens são realmente singelas: uma simples queima de restos das oficinas de carpintaria. Mas a inventiva do povo valenciano foi aglutinando todos os traços próprios da sua cultura e história.
Poder-se dizer que é o carnaval da cidade de Valência, onde toda a picaresca e crítica se representa nos monumentos (de tal forma que, ao queimá-los, se eliminam simbolicamente os problemas e males). Também nesta festa se unem vários aspectos que definem uma cultura, entre eles o lume, a música, a pólvora e a rua. Quase em cada rua da cidade há um casal faller que, durante todo o exercício, procura fontes de rendimento para poder pagar a festa e o seu próprio monumento. Além disso, normalmente cada comissió fallera consta também de uma comissão infantil, formada unicamente por crianças, que também colocam a sua própria falla. As fallas infantis medem, como máximo, 3 metros de diâmetro, são compostas por figuras de estética mais próxima ao mundo das crianças e, geralmente, não mostram temas críticos.
Entre 15 e 19 de junho, os dias e noites em Valência são uma festa contínua. É desde 1 de junho que se fazem mascletàs, espectáculo de petardos e fogos artificiais, no qual se obtêm composições musicais através do ruído dos canhões de pólvora. Estes espectáculos têm lugar na Praça da Prefeitura, no centro da cidade, às 14 horas. Algumas comissiós falleras disparam mascletàs junto aos seus casais durante a semana.
O total de fallas (386 em 2007) é classificado em categorias ordenadas por orçamento (Especial, Primeira [A, B], Segunda [A, B], Terceira [A, B, C],..., Sétima C) e, dentro de cada categoria, organiza-se um concurso no qual se elege a melhor falla. Para isso, dá-se valor às diferentes qualidades: monumentalidade, risco, temática, colorido etc. Também se escolhe o ninot indultat (o boneco indultado) que se salvará da fogueira. Estes prémios não trazem nenhuma recompensa material, só a satisfação do prémio obtido, que se indica com uma bandeirola na falla até o dia da cremà.
Embora os prémios sejam um orgulho para as comissões de todas as categorias, a protagonista nos meios de comunicação é a Secção Especial. Nesta, participam as fallas mais caras da cidade, com custos que já superaram os 720 000 euros. Dinheiro que se recolhe entre os falleiros de cada falla e doutros elementos, por exemplo: prémios recebidos, exposições de rua (ruas decoradas e/ou iluminadas), visitas pelo recinto interior da falla ou a venda de lotarias. Nos últimos anos os patrocinadores comerciais tiveram grande importância na economia das comissões falleras que, sobretudo nas categorias mais importantes (Especial e RbD), constituem a principal fonte de financiamento dos monumentos falleros.
Embora o objectivo das comissões seja construir as fallas para a festa de São José, durante o resto do ano em cada Casal Faller realizam-se actos festivos, culturais e sociais de todo o tipo, que vão das comissões falleiras um dos principais eixos da vida associativa e social de Valência e dos demais municípios onde se celebra esta festa. Por último, é tradição que, nas festas, se consumam bunyols (bolos de vento) e llepolia (delícias), típico manjar do País Valenciano.

### Asfallascomo monumentos

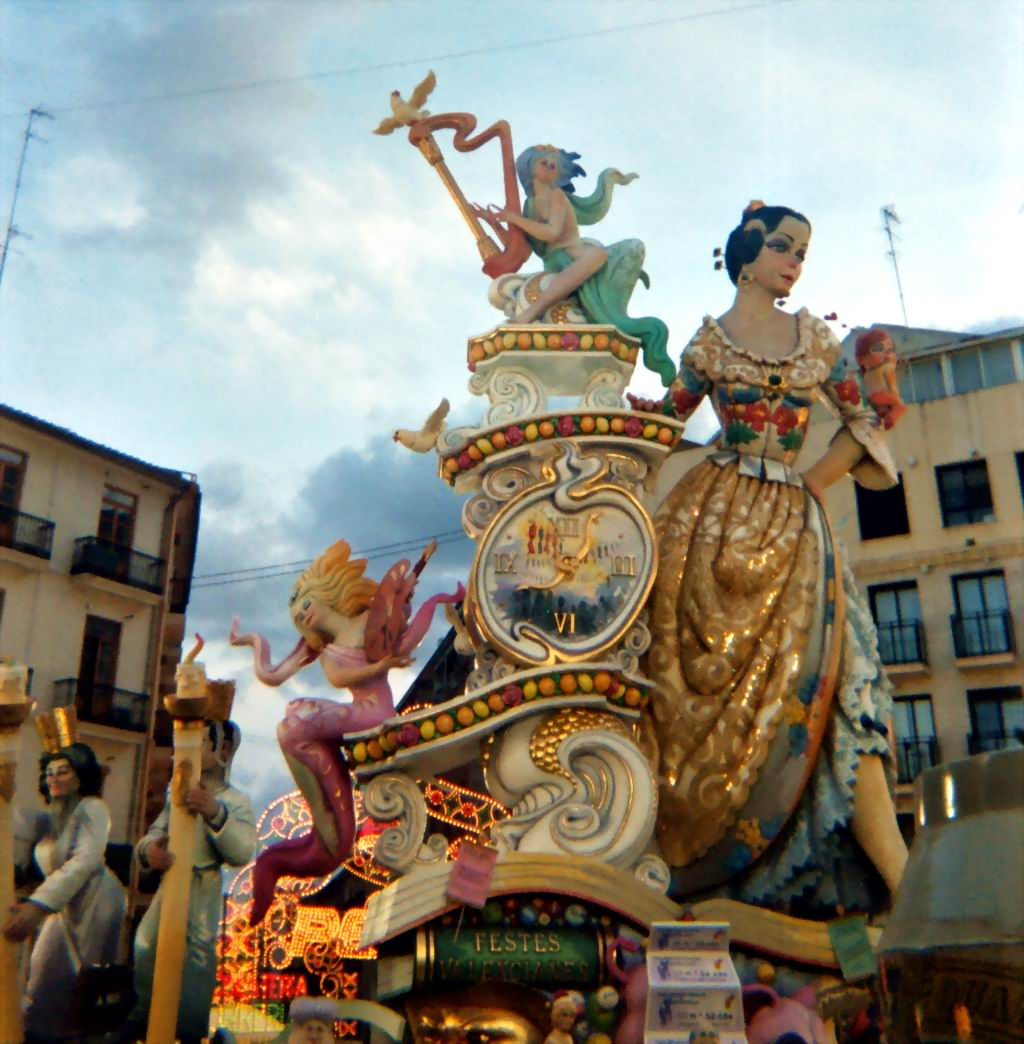
Falla representando uma valenciana em trajes típicos

Habitualmente, têm carácter satírico sobre temas de actualidade. As fallas costumam constar de uma figura ou composição central de vários metros de altura, as maiores podendo superar os 30 metros (exactamente a Falla Nou Campanar 2007, com 32 metros, foi a mais alta e volumosa de sempre) rodeadas de numerosas figuras de cartão-pedra (material que, nos últimos anos, está a ser substituído por outros mais modernos como o poliestireno expandido, mais ligeiro e moldável, embora também mais tóxico), suportadas por uma armação de madeira. Incluem letreiros escritos em valenciano explicando o significado de cada cena, sempre com sentido crítico e satírico.
Os artistas e artesãos, escultores, pintores e outros muitos profissionais dedicam-se durante meses a construir monumentos que as diferentes comissões (em Valência há 386) contratam. As Fallas instalam-se na via pública em 15 de março pela noite, no dia de La Plantà (vem do verbo plantar, por via da tradição agrícola do povo). Ultimamente, e dadas as dimensões de algumas fallas, o acto da plantà adianta-se várias semanas (em 2008, Nou Campanar começou a sua plantà em 27 de Fevereiro) sendo necessária a ajuda de guindastes. O acto no qual se queima a falla chama-se a cremà (queima).
Como complemento aos letreiros, algumas comissões editam um llibret (folheto) no qual se explica, mediante versos satíricos, o conteúdo da falla. Este género iniciou-se no século XIX com o autor Bernat i Baldoví, e teve o seu auge nos anos 50 e 60 do século XX, graças a autores como Emili Panach e José Bea Esquerdo.

### Asmascletàs

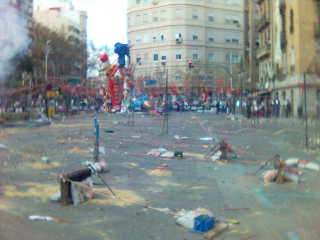
Mascletà

Exatamente às duas da tarde, acontece a mascletà em cada bairro. A principal (e a mais disputada pelos pirotécnicos) é a que ocorre na Praça da Prefeitura (Plaça de l'Ajuntament). As duas horas em ponto, o relógio soa e a comissão fallera maior anuncia, no balcão da Casa do Conselho de Valência: "Senhor pirotécnico, pode començar a mascletà!" Estes são os eventos preferidos pelos valencianos, embora sejam os menos entendidos pelos visitantes. Para entender as mascletàs, é necessário se estar próximo ao lugar onde estouram, já que não é questão de ver, mas ouvir e sentir. Se se deixar levar pelo ruído e pelo estrondo, é possível se conseguir uma sensação similar à da audição de um concerto, isso tudo em escassos cinco a sete minutos.
As mascletàs podem estourar no chão ou no ar, de acordo com a vontade do pirotécnico que as confecciona. Elas têm um orçamento de 6 000 a 9 000 euros. No entanto, alguns pirotécnicos complementam de seu próprio bolso o orçamento, para maior satisfação do público. O pirotécnico mais renomado é V. Caballer.

### Os castelos de fogos de artifício

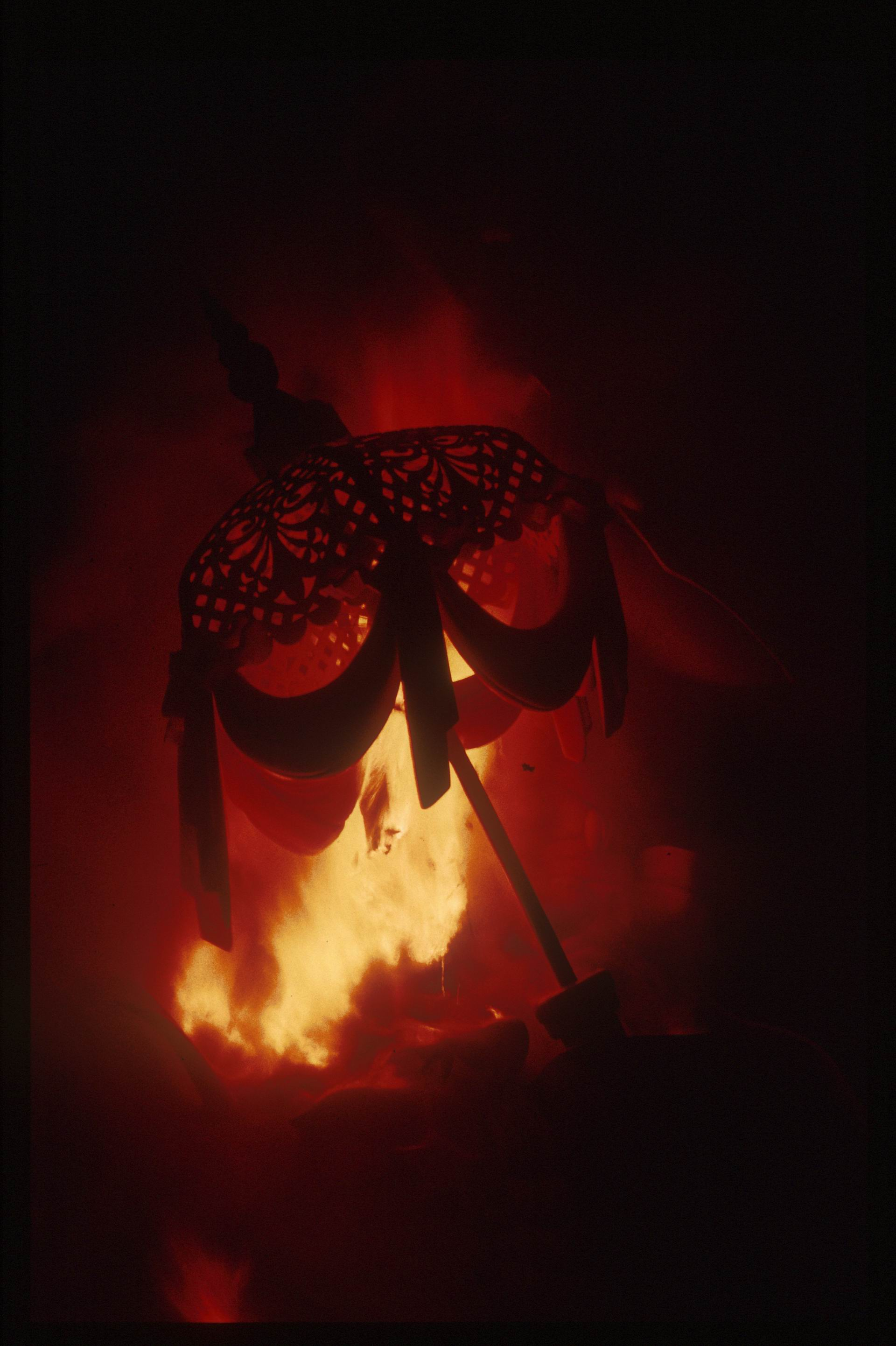
La Cremà em 2002

Durante as festas, o conselho programa um castelo de fogos de artifício que se dispara, dependendo do dia, entre uma e uma e trinta da madrugada, na zona da Alameda, junto ao antigo leito do Rio Túria. O mais espetacular dos castelos é disparado na "noite do fogo" (nit del foc), entre os dias 18 e 19 de março, quando milhares de quilogramas de pólvora iluminam o céu da cidade, reunindo mais de um milhão de espectadores.

## Atividadesfalleras
Os atos que se realizam por toda a cidade durante a festa são variados, porém alguns são fixos, organizados pela Junta Central Fallera. São eles, em ordem cronológica:
- A chamada (la crida)

É o ato em que a comissão fallera maior da cidade reúne, em suas portas, as comissões falleras e realiza uma chamada para o início dos festejos por parte dos valencianos e dos visitantes. É realizada, desde muitos anos, na Porta de Serrans, a principal porta da cidade. A comissão fallera maior faz um discurso de exaltação ao estilo fallero, convida todos a participarem da festa e costuma rematar o discurso com a frase: "Valencianos, falleros, vivam as fallas e viva Valência!"
- Cavalo do menino Jesus
- Cavalgada do Dom Quixote
- Cavalgada da vela

Foi criada em 2003, por proposta da delegação de promoção exterior da Junta Central Fallera e da Associação de Estudos Falleros para recuperar a tradição festiva valenciana, que data da década de 1920. Resgata a tradição de que comparsas do diabo e carruagens do deus Plutão prendam as fallas. Acontece no dia 17 de março, às sete da noite, ao longo da Rua Colombo (Carrer Colom) até a Porta do Mar, como prelúdio para a cremà das fallas. Reúne grupos de demônios de toda a Comunidade Valenciana, constituindo um autêntico correfoc no centro histórico da cidade.

## Semanafallera
- Dia 14: a plantação (la plantà)

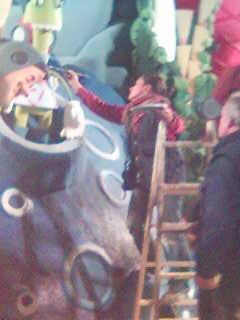
Retoques durante a plantà

É o ato de erigir os monumentos falleros, as fallas. Pela manhã, são erigidos os monumentos infantis e, pela noite, o resto dos monumentos. O prazo final é a madrugada, quando aparecem os jurados para qualificá-las. Tradicionalmente, esse ato realiza-se num só dia; isto aumentava a competitividade das comissões, assim como acrescentava emoção, já que o monumento, se não estivesse totalmente acabado, era desqualificado. A parte principal do monumento era posta de pé por uma colla de pessoas pertencentes à falla, num movimento denominado plantà al tombe. Atualmente, algumas comissões, no intuito de diminuir um pouco a competitividade, estão tentando retornar às origens realizando a plantà na sua antiga modalidade. Começam os castells (espetáculos de fogos de artifício) no velho leito do Rio Túria (dias 15, 16, 17 e 18).
- Dia 17: oferenda floral das fallas (l'ofrena)

Nesse dia, inicia-se a oferenda à Mãe de Deus dos Desamparados (Virgem dos Desamparados), padroeira da cidade de Valência, na Praça da Virgem. A oferenda realiza-se ao longo da tarde até noite adentro, continuando-se no dia seguinte. A princípio, realizava-se durante o dia 18, mas, devido ao grande número de comissões, ampliou-se para dois dias, somando-se esta data ao dia anterior. Nela, cada fallero oferece um ramo de flores, formando um manto que cobre o corpo da Virgem, cuja estrutura de madeira permite ir entrelaçando os ramos para formar impressionantes desenhos. Isto, somado aos catorze metros de altura da Virgem, dão uma grande vistosidade à oferenda. 

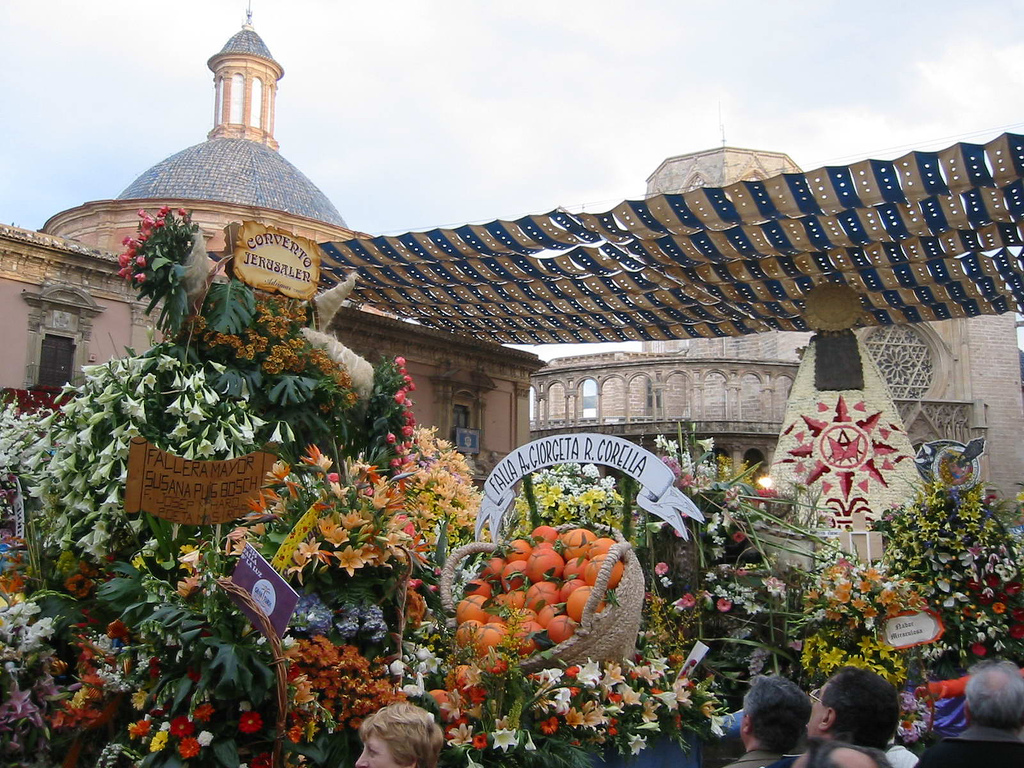
Oferenda na Praça da Virgem

- Dia 18: noite do fogo (nit del foc)

A comissão fallera maior de Valência, logo após presidir a oferenda de flores, encerra o ato, sendo a última a desfilar diante da Virgem. A noite do fogo é uma das manifestações pirotécnicas noturnas mais importantes da festa, sendo o último castelo. Antigamente, anunciava o final dos festejos. Desde há alguns anos, transferiu-se para o penúltimo dia da festa. É o espetáculo pirotécnico mais espetacular das fallas. Sua duração oscila entre trinta e quarenta minutos, quando se queimam 1 200 quilogramas de pólvora em cascatas de cores e sons. Costuma ser o momento onde mais gente se reúne, chegando-se facilmente a alcançar mais de um milhão de espectadores.
- Dia 19: Dia de São José, la cremà, entrega dos prêmios

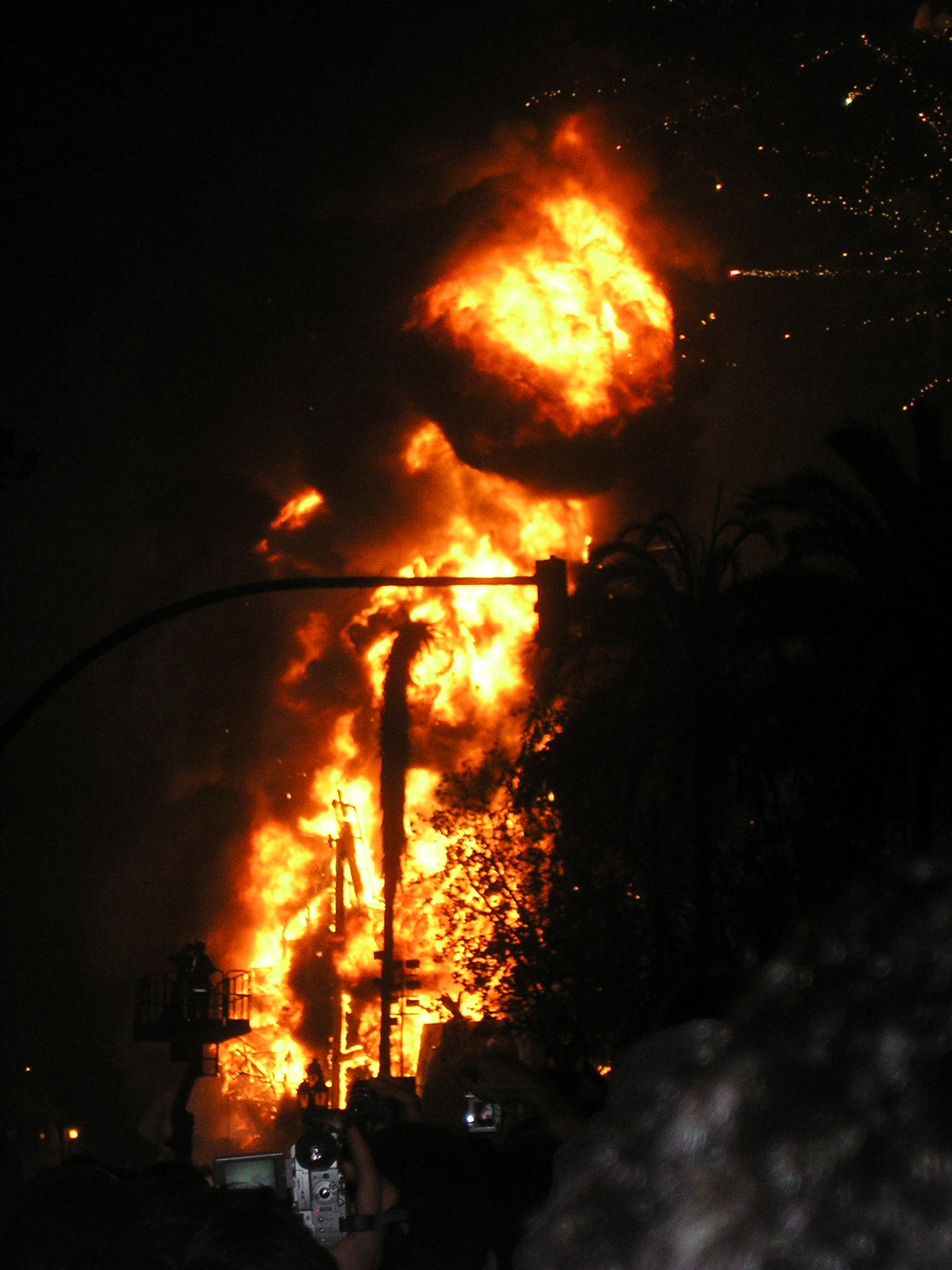
Falla durante a Cremà

A cavalgada do fogo (cavalcada del foc) é uma cavalgada que anuncia a chegada do fogo que queimará as fallas. Antigamente, era o ato em que, depois de se retirar os ninots das fallas, levavam-se-os em cavalgada até o Museu Fallero. A cremà é o ato de encerramento das festas. Consiste na queima dos monumentos falleros plantados nas ruas de Valência no diá 15 de março. O ato é precedido por um castelo de fogos de artifício presidio pela Comissão Fallera Maior e pelo presidente da comissão. Por volta das dez da noite, procede-se à cremà do monumento infantil. O primeiro prêmio da seção especial é queimado às dez e meia. Posteriormente, queima-se o monumento principal à meia-noite. À meia-noite e meia, procede-se à queima do primeiro prêmio da Seção Especial dessa categoria. Finalmente, a uma da madrugada, queima-se o monumento fallero da Praça do Conselho, que está fora do concurso. O resto das fallas é queimado pelo corpo de bombeiros de Valência, que é o único órgão encarregado de apagar as cinzas da fallas de toda a província.
Primeiramente, entregam-se os prêmios das categorias infantis. As demais categorias são premiadas no dia seguinte.

## História

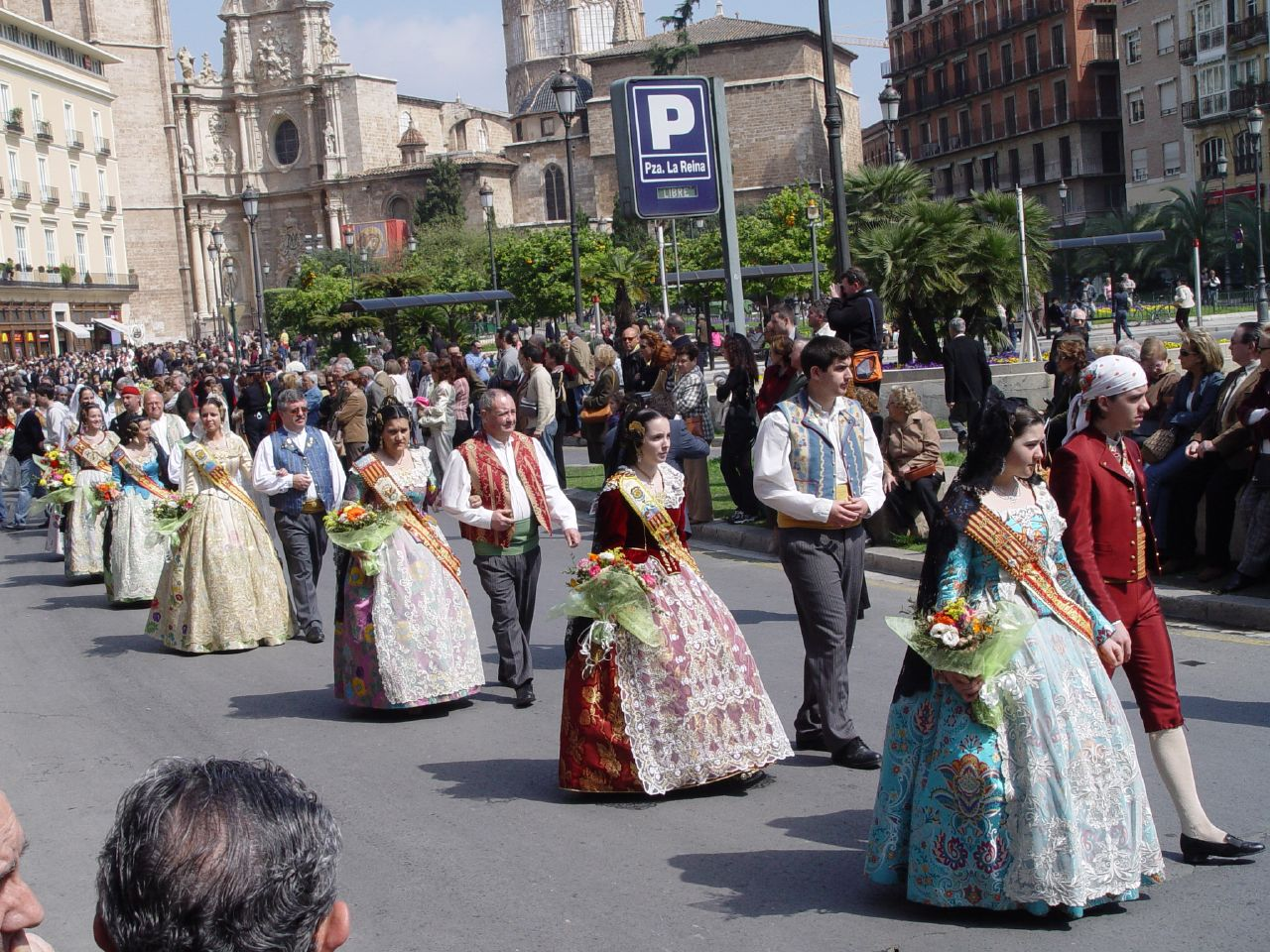
Os falleros e as falleras desfilando

No catalão medieval, o termo falla servia para denominar os fachos que se colocavam no alto das torres de vigilância. Deriva do termo latino facula, que significa "tocha". No Livro dos Feitos (a primeira das quatro grandes crónicas da Coroa de Aragão), de Jaime I, cita-se que as tropas do rei Jaime levavam falles para alumiar. Este termo utilizava-se tanto para os fachos que iluminavam as tendas de campanha como para as que se utilizavam para iluminar uma festa. Mais tarde, fez-se referência a este termo para se referir às fogueiras e luminárias que se acendiam em vésperas de festas extraordinárias e dos patronos. Na véspera do dia de São José, acendiam-se fogueiras para anunciar a festividade, recebendo esta prática ritual o nome de falla.
A versão mais popular da origem das fallas, segundo o Marqués de Cruïlles, é que elas foram iniciadas pelo grêmio de carpinteiros, que queimava, na véspera do dia do seu padroeiro, São José, uma fogueira purificadora, queimando sobras e limpando as oficinas antes de começar a primavera. Existem outros autores que apontam uma origem mais antiga para a festa, defendendo que o culto ao fogo é um ritual de tradição pagã e que as fallas não são mais que uma versão desse arcaico ritual, anunciando o início da primavera e propiciando fertilidade.
No século XVIII, algumas das fallas que se acendiam em Valência não eram meras fogueiras, mas monumentos satíricos e burlescos nos quais se expunham à vergonha pública e queimavam-se simbolicamente pessoas e situações da vida real. Há diferentes hipóteses sobre o começo da festa fallera. Pelo que hoje pode-se saber, o alvorecer das fallas remonta-se a princípios do século XVIII. Uma destas teorias, a mais provável, explica que os carpinteiros valencianos, ao final de cada inverno, faziam queimar os seus parots (estruturas nas quais se penduravam as velas de iluminação), já que, com a chegada da primavera, e ao fazerem-se os dias mais longos, já não eram mais necessários. Com o passar do tempo, e por mediação da Igreja Católica, fixou-se coincidir a data de queima destes parots com a véspera da festividade do padroeiro dos carpinteiros, São José.
A tradicão foi submetendo-se a mudanças com o passar do tempo. A esse parot, foram-se acrescentando roupas para que adquirisse fisionomia humana. Também se começaram a incorporar desenhos alusivos a algum personagem conhecido do bairro. Adquiriu, assim, um conteúdo satírico e burlesco para chamar a atenção dos vizinhos. Além disso, as crianças iam de casa em casa pedindo móveis velhos, o que se converteu num canto popular para recolher todo tipo de móveis e utensílios velhos para queimar-se numa fogueira junto ao parot. Esses parots foram os primeiros ninots. Com o passar do tempo, incorporou-se a gente do bairro ao processo de confecção e nasceram os monumentos incorporando várias figuras.
Até o início do século XX, as fallas eram caixões altos com três ou quatro bonecos de cera vestidos com roupas, até que os artesãos incorporaram um novo procedimento: a reprodução de moldes em cartão-pedra. A criação das fallas foi evolucionando até a actualidade, onde a maioria de monumentos está composta de polistireno expandido (poliexpán), cortiça branda facilmente moldável com serras de calor que lhe conferem mais brilho. Dessa forma, a arte das fallas gerou monumentos de maiores dimensões, com remates que superam os 30 metros de altura.
Hoje, as fallas atraem um milhão de turistas anualmente. Plantam-se 385 monumentos na cidade de Valência e mais de 250 no resto da província. O Gremi d'Artistes Fallers subsiste como entidade encargada de ensinar o antigo ofício de produção de monumentos falleros. A Junta Central Fallera é a entidade que organiza a festa e a mantém viva durante todo o exercício fallero.

## Classificação defallase prémios

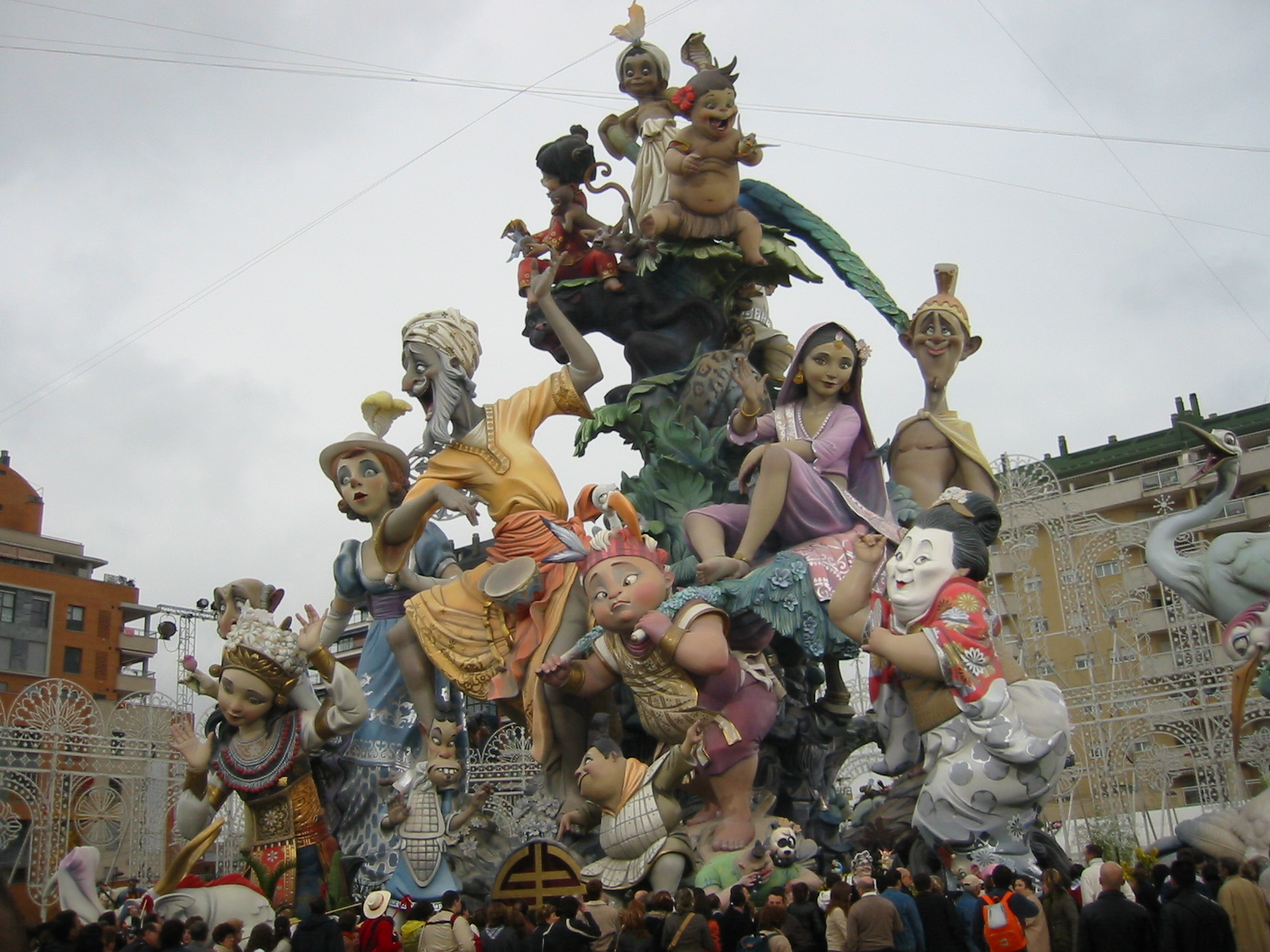
Pormenor da Falla de Nou Campanar 2006. Venceu a Secção Especial desse ano.

A secção Especial agrupa as comissões falleras que colocam as fallas que têm mais orçamento da cidade de Valência e que competem pelo que se pode considerar como o prémio da melhor falla de cada ano na cidade. Considera-se como a primeira divisão no mundo das fallas. No ano de 2008, houve um total de 14 fallas nesta Secção Especial, enquanto o número de monumentos colocados na cidade é de quase 400. Esta secção foi criada pela primeira vez em 1942 e, naquele ano, só três comissões participaram na categoria, as de Barcas, Reina-Paz e Praça del Mercat. Hoje em dia, nenhuma das três pertence a esta secção. A mais antiga nesta secção é a de Na Jordana, que soma 56 participações em 2009, seguida de perto por Convent Jerusalem com 53, a Praça del Pilar con 50 e a Praça de la Mercè con 45.

### Outros galardões
O resto das comissões de Valência compete em categorias inferiores a esta, que vão desde a Secção Primeira A, Primeira B até a sétima C, a mais baixa de todas as secções em 2007. Por sua vez, os monumentos grandes competem entre si, enquanto os monumentos infantis lutam pelo prémio para a melhor falla infantil. Estes monumentos também estão classificados em diferentes categorias ou secções.
A falla que coloca o Município de Valência na Praça da Prefeitura é a única que não compete por nenhum galardão, já que participa fora de concurso na festa. Cada uma das secções em que ficam divididos todos os monumentos que se distribuem pela cidade de Valência tenta ganhar o primeiro prémio da secção na qual compete. À margem deste prémio, à totalidade da Falla também se entregam outros prémios, como o prémio do "engenho e graça", que não tem necessariamente de coincidir com o de melhor monumento da secção ou com o prémio de melhor
llibret de falla.
Nos últimos anos, tomou importância o prémio para a melhor iluminação, e as ruas da demarcação fallera de cada casal iluminam-se com luzes multicolores. Há fallas que atraem uma grande afluência de público graças à sua iluminação, havendo a destacar a falla de Sueca - Literat Azorín, que é a vencedora do prémio de iluminação dos últimos 14 anos, e que todos os anos tem uma grande afluência de público para ver as suas impressionantes luzes.